# Nero de Almeida Sena
Nero de Almeida Sena é um poeta brasileiro nascido na cidade paulista de Guaratinguetá.
Ele é conhecido pelo uso das redondilhas.
O poeta foi premiado pelo jornal O Imparcial por uma trova que compôs. 

Em 28 de março de 1957, foi homenageado através de uma lei municipal que deu o seu nome a uma das ruas do Bairro Vila Mollica, em sua cidade natal.
| “ | Como expressiva homenagem ao sempre querido e carinhosamente lembrado Nero de Almeida Sena, que foi o oráculo da nossa cultura e o expoente da nossa dignidade moral e cívica, consagramos esta parte histórica do nosso livro... | ” |
|   | — Ferreira Junior. |   |